# Moulay Bouazza
Moulay Bouazza (en àrab مولاي بوعزة, Mūlāy Būʿazza; en amazic ⵎⵓⵍⴰⵢ ⴱⵓⵄⵣⵣⴰ) és una comuna rural de la província de Khénifra, a la regió de Béni Mellal-Khénifra, al Marroc. Segons el cens de 2014 tenia una població total de 8.490 persones.